# 아산 박씨
아산 박씨(牙山朴氏)는 한국의 성씨이다. 시조는 조선(朝鮮) 시대의 박덕손(朴德孫)라는 인물이다.